# 帕姆亞特內 (斯卡多夫斯克區)
46°21′58″N 32°13′1″E / 46.36611°N 32.21694°E

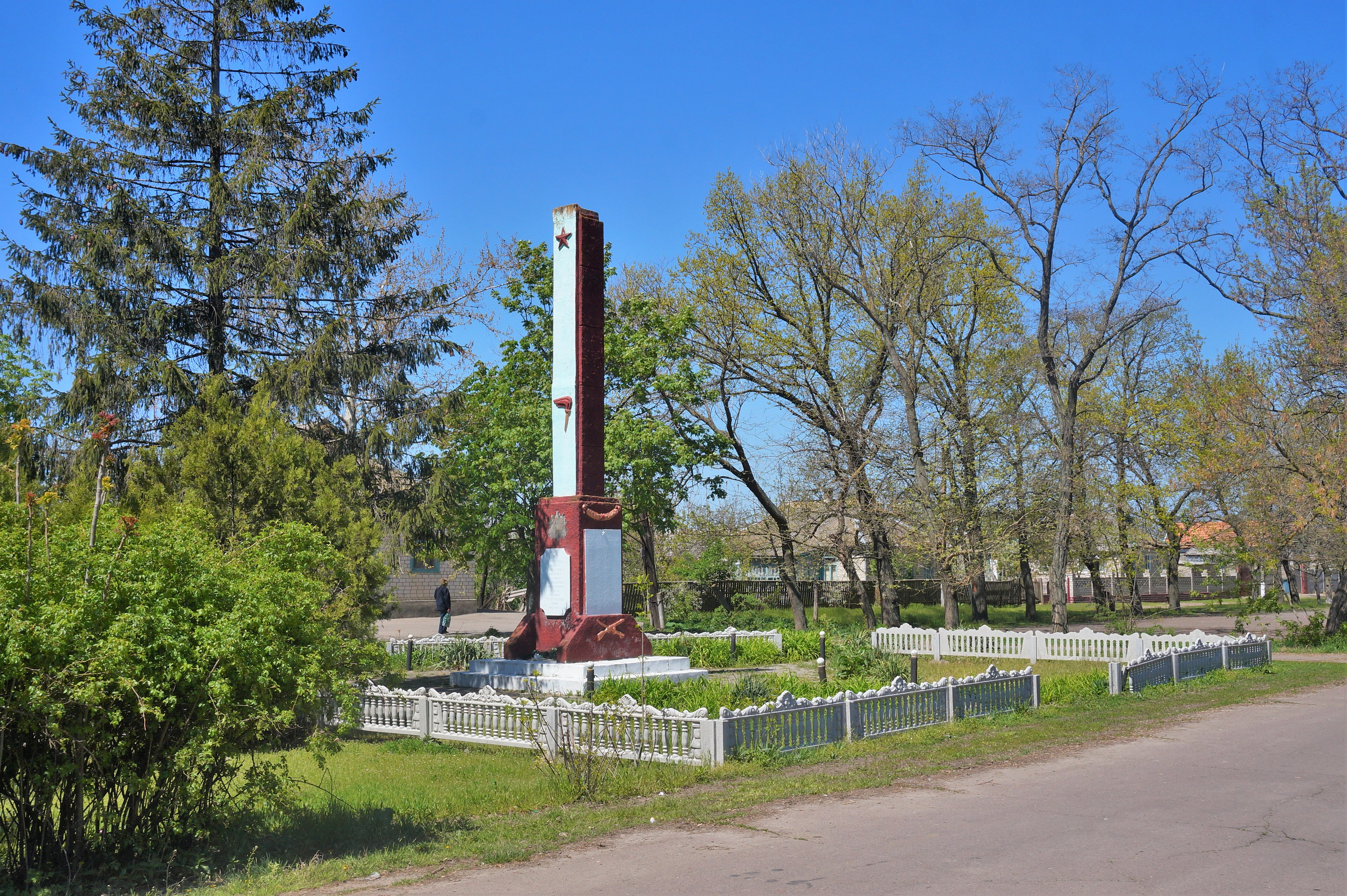
村民纪念碑

帕姆亞特内（烏克蘭語：Пам'ятне）是位於烏克蘭南部的村莊，由赫爾松州斯卡多夫斯克區的丘拉基夫卡市鎮負責管轄。該村面積0.11平方公里，海拔高度4米，2001年人口1,260，人口密度每平方公里11,150.4人。